# Jeorjos Romeos
Jeorjos Romeos (gr. Γεώργιος Ρωμαίος; ur. 14 kwietnia 1934 w m. Pagi na Korfu, zm. 24 lutego 2023) – grecki polityk i dziennikarz, parlamentarzysta, eurodeputowany II i III kadencji, w latach 1996–1998 minister porządku publicznego.

## Życiorys
Studiował w Wyższej Szkole Ekonomii i Biznesu w Atenach, rozpoczął jednocześnie karierę dziennikarską w lokalnych periodykach z Korfu. Od 1958 do 1981 publikował w działach parlamentarnym i politycznym gazety „To Wima”, doszedł do stanowiska jej redaktora naczelnego. Był także redaktorem gazet „Wimatos” i „Neon” oraz korespondentem zagranicznym. Zyskał rozpoznawalność dzięki dziennikarskiemu śledztwu dotyczącemu zamordowania lewicowego polityka Grigorisa Lambrakisa w 1963. Podczas rządów junty czarnych pułkowników w 1971 więziony przez siedem miesięcy ze względu na przynależność do podziemnego Ogólnogreckiego Ruchu Wyzwolenia Andreasa Papandreu. Od 1981 do 1984 pozostawał dyrektorem generalnym Ellinikí Radiofonía Tileórasi. Opublikował kilka książek.
Zaangażował się w działalność polityczną w ramach Panhelleńskiego Ruchu Socjalistycznego, od 1994 wchodził w skład komitetu centralnego partii. W 1984 i 1989 wybierany na posła do Parlamentu Europejskiego. Został wiceprzewodniczącym frakcji socjalistycznej, a od 1987 do 1992 pozostawał wiceprzewodniczącym PE. Zrezygnował z mandatu w 1993, następnie zajmował stanowiska wiceministra gospodarki narodowej (1993–1995) i spraw zagranicznych (1995–1996). W 1996 wszedł w skład Parlamentu Hellenów, następnie od stycznia 1996 do października 1998 wykonywał obowiązki ministra porządku publicznego. Odszedł ze stanowiska wkrótce po nieudanej akcji policji, w trakcie której przetrzymujący zakładników Sorin Matei zdetonował granat. W 2000 powrócił do dziennikarstwa.
Odznaczany Krzyżem Wielkim Orderem Zasługi Cywilnej (1998) i Orderu Honoru IV klasy (2015), wyróżniony nagrodami dziennikarskimi. Żonaty z Marią Chadzopulu.